# Mark Covert

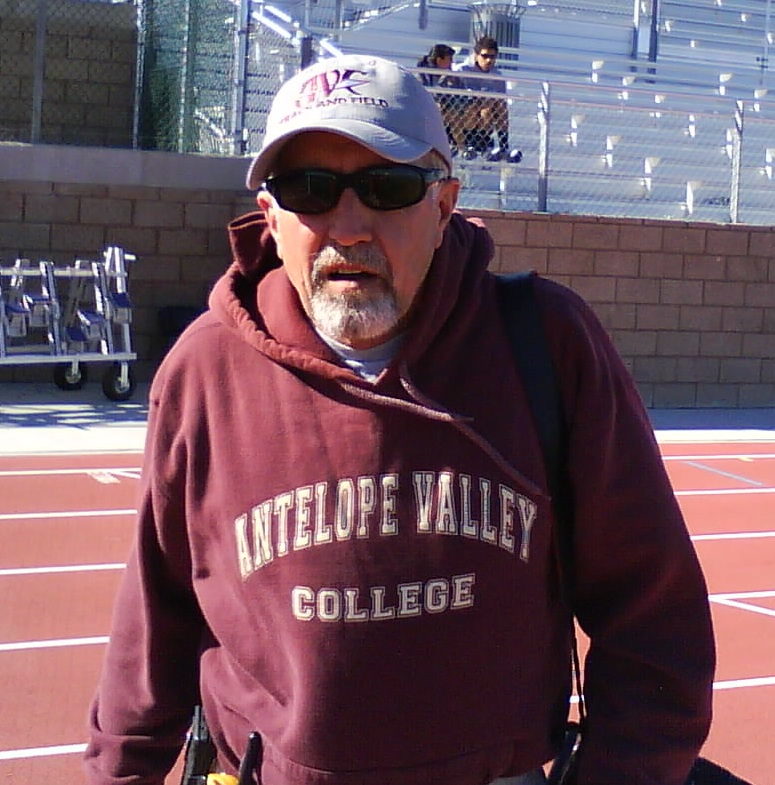
Mark Covert en 2011

Mark Covert (17 de noviembre de 1950) es un corredor estadounidense conocido por sus carreras maratonianas a diario. Su primera gran marcha empezó el 23 de julio de 1968 después de graduarse en el Instituto de Burbank, California. Cabe destacar que estuvo 45 años consecutivos sin parar hasta que sufrió una lesión en el pie que le impediría seguir corriendo, no obstante aguantó hasta el 23 de julio de 2013. A día de hoy mantiene el récord nacional de marcha a pie seguido de cerca por Jon Sutherland, el cual empezó un año después de Covert. Sin embargo, se cree que el corredor británico Ron Hill mantiene la marca.
En 1972 corrió en la Gran Maratón Nacional de 1972 quedando séptimo tras terminar la carrera en 2:23:35. Durante el campeonato compitió con la Universidad Estatal de Fullerton aunque fue de los pocos de su equipo (formado por ocho atletas) en acabar la carrera. Tras aquella competición recibió el reconocimiento del público por ser la primera persona en pasar por la línea de meta con unas zapatillas Nike. 20 años después su nombre pasó a formar parte del Salón de la Fama de Nike.
Mientras estudiaba en Fullerton, ganó el campeonato de la División II NCAA masculina y en 1971 formó parte del equipo nacional. Su mejor marca personal (por millas) es de 4:09 minutos corriendo un total de más de 151 mil millas.
Mientras compaginaba su tiempo libre en Burbank y Fullerton, Covert asistió a la Universidad Los Ángeles Valley donde recibió entrenamiento por parte de László Tábori. En 1968 fue seleccionado para el campeonato estatal manteniendo su marca de 28:53 en la modalidad de 6 millas libres. En 2009 entró en el Salón de la Fama de la Universidad angelina.